# Owen Hart
Owen Hart (Calgary, 7 de maio de 1965 – Kansas City, 23 de maio de 1999) foi um lutador américo-canadense, de wrestling profissional, que trabalhou para a World Wrestling Federation.
Era o filho mais novo do produtor de Luta Livre Stu Hart e Helen Hart, e o irmão mais novo do lutador Bret Hart.
Ganhou vários títulos entre eles 2 títulos Intercontinentais, 4 títulos de Tag Team, um Título Europeu, bem como ganhou o King of the Ring de 1994.

## Morte
Em 23 de maio de 1999, Owen caiu de uma altura de 24 metros durante os eventos de Pay-Per-View no Kemper Arena em Kansas City, Missouri, e morreu poucas horas depois após sofrer traumatismo craniano e hemorragia interna. O corpo de Owen foi enterrado no Queen's Park Cemetery.